# Vejmon, Rödöns socken
Denna artikel handlar om Rödöns Vejmon, här finner du Offerdals Vejmon
Vejmon är en by i Rödöns socken, Krokoms kommun, Jämtland. Tidigare skrevs namnet Wejmon.
Byn är naturskönt belägen på halvön Rödön som förbinds till Frösön i öster med en bro. 
Huvudbyggnaden i byns ursprungliga huvudgård uppfördes under sent 1700-tal. På denna gård, som är belägen i östra delen av byn, finns ett flertal byggnader av kulturhistoriskt värde, bl.a. ett välbevarat s.k. Ryttarhärbre, nr 46 i ordningen i Jämtland. Dessutom finns en av fåtalet bevarade och av Länsmuseet nogsamt renoverade Vandringar, en kvarn som drevs av hästar eller andra dragdjur.
Under efterkrigstiden fram till 1970-talet genomförde Jämtlands Fältjägarregemente skjutövningar från byn ut över Storsjön och Flaket, regementets officerare huserade i huvudgårdens flyglar under skjutövningarna.
I byn finns fortfarande en levande jordbruksnäring. 